# Пасу-ди-Аркуш
Пасу-ди-Аркуш (порт. Paço de Arcos)  —  район (фрегезия) в Португалии,  входит в округ Лиссабон. Является составной частью муниципалитета  Оэйраш. Находится в составе крупной городской агломерации Большой Лиссабон. По старому административному делению входил в провинцию Эштремадура. Входит в экономико-статистический  субрегион Большой Лиссабон, который входит в Лиссабонский регион. Население составляет 15 315 человек на 2011 год. Занимает площадь 3,49 км².
Покровителем района считается Иисус Христос (порт. Jesus). 